# 佩里化學工程師手冊
《佩里化學工程師手冊》（英語：Perry's Chemical Engineers' Handbook），亦稱佩里手冊（Perry's Handbook）或佩里，於1934年初版，而最新的第8版於2007年10月出版。本手冊自出版以來便成為化學工程師們化學工程知識的來源，此外也是其他領域的工程師與科學家的重要參考書。本書前七版的出版時期橫跨70餘年。

## 主題
本書涵蓋之主題包含：化學品其他材料的物理性質、數學、熱力學、熱傳、質傳、流體力學、化學反應器及反應工程學、流體之輸送與儲存、熱傳設備、濕度測定與蒸發冷卻、蒸餾、氣體吸收、溶劑提取、吸附、離子交換、氣固、液固及固固操作、生化工程、污染物控制、結構材料、製程經濟、成本估算模型、程序安全管理等等。

## 外部連結
- A review by NST Engineers （页面存档备份，存于）